# Consummatum est
 Consummatum est  és una locució llatina d'ús actual que significa literalment "s'ha acabat tot", "tot està complert". Segons la traducció de la Vulgata llatina (Evangeli de Joan, 19, 30), últimes paraules de Crist a la creu.
S'empra a propòsit d'un desastre o d'un gran dolor.
Gramaticalment, és el pretèrit perfecte passat de  consummo  (consumar, acabar).